# Newport (Delaware)
|  | Dieser Artikel wurde aufgrund von inhaltlichen Mängeln auf der Qualitätssicherungsseite des Projektes USA eingetragen. Hilf mit, die Qualität dieses Artikels auf ein akzeptables Niveau zu bringen, und beteilige dich an der Diskussion! Eine nähere Beschreibung der zu behebenden Mängel fehlt. |

Newport ist eine Stadt im New Castle County im US-Bundesstaat Delaware, Vereinigte Staaten. Das U.S. Census Bureau hat bei der Volkszählung 2020 eine Einwohnerzahl von 910 ermittelt.
Die geographischen Koordinaten sind: 39,71° Nord, 75,61° West. Das Stadtgebiet hat eine Größe von 1,2 km².

## Geschichte
Vor der Besiedlung durch die Europäer lebte das Volk der Minquas (oder Susquehannock) in und um das heutige Newport.
Die ersten Landzuteilungen für das Gebiet wurden 1641 an den Herzog von York vergeben. Im Jahre 1735 erwarb der langjährige Bewohner des Gebiets und Geschäftsmann John Justis 100 Acres (0,40 km²), um darauf eine Stadt zu errichten. Justis sah Potential in der Gegend als Hafen und Handelsknotenpunkt durch die Lage am Christina River (Delaware River), der bereits zum Getreidehandel genutzt wurde. Der ursprüngliche Name der Stadt lautete Newport-Ayre.
George Washington besuchte den Ort während des Revolutionskriegs bei den Vorbereitungen für die Schlacht von Brandywine im Jahr 1777. 1793 wurde eine Zweigstelle des United States Postal Service in Newport eröffnet, das schon zuvor als Postkutschenhaltstelle diente.
Newport entwickelte sich im frühen 19. Jahrhundert zu einem Handelszentrum, als landwirtschaftliche Erzeugnisse aus dem Lancaster County (Pennsylvania) zu den Docks von Newport am Christina River transportiert wurden, wo die Waren auf Schiffe nach Boston, New York und Philadelphia verladen wurden. Die wichtige Rolle der Stadt im Handel nahm ab, als neue Straßen die größere Stadt Wilmington begünstigten und 1837 das Gebiet durch die Eisenbahn erschlossen wurde.
Newport entwickelte sich um ca. 1900 zu einem Produktionszentrum mit Chemiewerken, Leimfabrik und Eisenwerk. Henrik J. Krebs, der Gründer der Krebs Pigments and Chemical Company, errichtete 1908 ein Werk in der Stadt. Die Anlage wurde 1929 von E. I. du Pont de Nemours and Company gekauft und dann in 1984 an Ciba-Geigy veräußert.

## Sport
Das Stanton-Newport Little League Girls Softball Team wurde 1999 Meister in der Little League.

## Söhne und Töchter der Stadt
- Oliver Evans, Erfinder verschiedener Maschinen
- Henry Latimer, ehemaliger Senator und ehemaliges Mitglied des Repräsentantenhauses für die Föderalistische Partei